# Protoptila bicornuta
Protoptila bicornuta är en nattsländeart som beskrevs av Oliver S. Flint Jr. 1963. Protoptila bicornuta ingår i släktet Protoptila och familjen stenhusnattsländor. Inga underarter finns listade i Catalogue of Life.